# 月光餅
月光餅，是一種中秋節的應節糕餅，香港與台灣均有月光餅一詞，惟同名而有不同含義。

## 香港
香港月光餅，專指一種中秋糕餅；於1840年代在香港出現。香港的月光餅的材料是白砂糖與麵粉，形似炒米餅，入口溶化，味道似雲片糕。

## 台灣月光餅
台灣「月光餅」一可專指客家「月華餅」，又可泛指台式月餅與臺式漢餅；故範疇廣泛，舉凡在中秋節祭祀時，圓形的食物或糕餅皆可作為「月光餅」上供。
月光餅又有中秋餅、團圓餅等名，各地又衍伸出宜蘭「菜餅」，南台灣「麻糬餅」、「香餅」、「蕃薯餅」、北台灣「肉餅」、「台灣大餅」、「狀元餅」、新竹「竹塹餅」、台東「封仔餅」、客家「月華餅」、澎湖「冬瓜糕」等種類。現今馬祖「繼光餅」以及綠豆糕、鳳梨酥、蛋黃酥等糕點亦為中秋月光餅。

### 客家月華餅
月華餅、月光餅（臺灣客家語 : Ngied gongˊbiangˋ , Ngied faˇbiangˋ）俗稱：客家月餅。揉合米粉、白糖、芝麻、花生或蕃薯等食材烘製而成，再印上紅色的吉祥圖案，象徵著平安圓滿。舊時月光餅尚非現代概念的月餅，受近代日治時期工業化、戰後移民文化、美援麵粉引進與產業現代化，逐漸融匯成現代台式月餅文化。